# Teoria general de l'ocupació, l'interès i el diner
| « | La saviesa del món ens ensenya que és millor per a la pròpia reputació equivocar-se d'una manera convencional que tenir èxit d'una manera no convencional. | » |

La teoria general de l'ocupació, l'interès i el diner (en anglès, The General Theory of Employment, Interest and Money) és l'obra més important de l'economista anglès John Maynard Keynes, que amb aquest llibre va posar els fonaments del modern pensament macroeconòmic. Publicada el 1936, va impulsar l'anomenada «revolució keynesiana», que va capgirar la visió de l'economia de les nacions que tenien els economistes i els homes de govern, especialment pel que fa a les virtuts de la intervenció pública en economia per mitjà de l'actuació sobre la demanda agregada. El llibre desprèn una visió de l'economia política i de la política econòmica que es va mantenir vigent—integrada, en alguns models, amb algunes conclusions de l'economia neoclàssica— fins que als anys setanta del segle xx va aparèixer el monetarisme, amb Milton Friedman com a màxim exponent.

## Context històric
La teoria general es va publicar el 1936, quan encara eren recents les ferides del crac del 29 i de la Gran Depressió. Entre el 1929 i el 1932 la renda nacional dels Estats Units va baixar un 38 per cent, els preus es van reduir a la meitat i l'atur va arribar a uns nivells extremament alts. En el període entre el 1929 i el 1933, la taxa d'atur va passar del 3 al 25 per cent. En aquesta situació, la validesa de la llei de Say, segons la qual la producció i la demanda tendeixen a equilibrar-se i, en conseqüència, és impossible que el sistema econòmic funcioni sense la plena ocupació, va ser posada en dubte de manera decisiva. Després de més de sis anys de crisi, els remeis suggerits per l'ortodòxia econòmica de l'època (el que avui s'anomena economia neoclàssica) no havien pogut pal·liar la gravetat de la situació, i això deixava el terreny adobat per a qualsevol que s'hi oposés. Com ha dit, entre d'altres, John Kenneth Galbraith, economista i historiador del pensament econòmic, l'obra de Keynes, que imputava la crisi al nivell extremament baix d'inversions, «deu en gran part la seva acceptació a la Gran Depressió i a la incapacitat dels economistes clàssics per afrontar amb èxit aquell profund daltabaix».

## Tema de l'obra

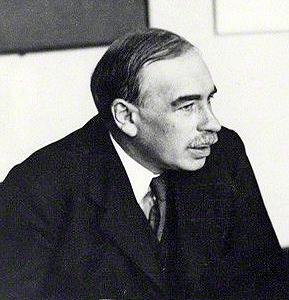
John Maynard Keynes, l'autor de La teoria general de l'ocupació, l'interès i el diner.

En el seu llibre Exhortacions i profecies, Keynes lamentava que no havia reeixit en els seus intents de canviar l'opinió pública durant la Gran Depressió dels primers anys trenta. La teoria general va ser la seva principal temptativa de canviar el quadre analític de referència per al pensament macroeconòmic.
Breument, La teoria general afirma que el nivell de la demanda agregada (en un sistema tancat a l'intercanvi amb l'exterior, la demanda agregada és igual a la suma de consum més inversió, pública i privada) en una economia moderna és determinat per una sèrie de factors: la propensió marginal al consum (el percentatge d'augment de la renda que els ciutadans decideixen gastar per a l'adquisició de béns i serveis) i la inversió en béns capitals (que al seu torn depèn del tipus d'interès, que en condiciona el cost, i de la taxa de rendiment prevista, en contrast amb l'eficiència marginal del capital). Així doncs, el nivell dels tipus d'interès rep una forta influència de la preferència per la liquiditat.
El principal argument de Keynes és que en una economia que pateix per culpa d'una demanda agregada feble (com en el cas de la Gran Depressió), i amb una clara dificultat per aconseguir el creixement de la renda nacional, el govern —o, més en general, el sector públic— té la possibilitat d'incrementar la demanda agregada mitjançant la despesa pública per a l'adquisició de béns i serveis, factor exogen que té com a objectiu l'augment de l'ocupació. Aquesta actuació es finança amb un increment del dèficit: d'acord amb determinades hipòtesis, l'endeutament públic no farà pujar els tipus d'interès fins al punt de fer trontollar la inversió privada.

## Estructura de l'obra
L'obra comença amb quatre prefacis: el prefaci general i els prefacis a les edicions alemanya, japonesa i francesa. Els segueixen sis llibres:
- Llibre primer. Introducció (capítols I-III). S'hi explica el significat del títol de l'obra, es critiquen els principis de l'ortodòxia econòmica del moment (que Keynes anomena economia clàssica) i s'introdueix el principi de la demanda efectiva.
- Llibre segon. Definicions i idees (capítols IV-VII). En el primer capítol d'aquest llibre, Keynes s'atura a parlar de les unitats de mesura que s'han de fer servir en l'anàlisi econòmica. En el segon descriu la manera en què les expectatives influeixen en la producció i l'ocupació. En els últims dos capítols del llibre s'hi defineix renda, estalvi i inversió.
- Llibre tercer. La propensió al consum (capítols VIII-X). En els tres capítols del llibre s'analitzen els factors objectius i subjectius que determinen la propensió al consum dels treballadors i la influència de la propensió marginal al consum sobre el valor del multiplicador de les inversions.
- Llibre quart. L'incentiu a la inversió (capítols XI-XVIII). Els vuit capítols del llibre quart descriuen els elements que determinen la inversió. Keynes defineix l'eficiència marginal del capital i el paper que hi tenen les expectatives a llarg termini, i tot seguit confronta les teories del tipus d'interès: la teoria «general» i la «clàssica». En el cinquè capítol del llibre (capítol XV) s'expliquen les motivacions psicològiques i comercials que s'amaguen darrere de la preferència per la liquiditat. Els capítols successius es dediquen a la naturalesa del capital, a les propietats essencials del tipus d'interès i de la moneda i a tornar a exposar la teoria «general» de l'ocupació.
- Llibre cinquè. Salari monetari i preus (capítols XIX-XXI). El llibre cinquè s'ocupa del mercat de treball —estudia les variacions dels salaris monetaris i introdueix la funció de l'ocupació— i de la teoria dels preus.
- Llibre sisè. Breus notes suggerides per la teoria general (capítols XXII-XXIV). Les «notes» de Keynes a la seva Teoria general es refereixen al cicle econòmic, el mercantilisme, les lleis sobre la usura, la moneda impresa i les teories del subconsum. Finalment es dibuixa una filosofia social derivada de les conclusions de La teoria general que hauria de guiar les decisions dels polítics.

## El títol
En el primer capítol de la seva obra, molt breu, Keynes explica els motius que l'han dut a titular-la Teoria general. Segons l'economista de Cambridge, el que diferencia la seva anàlisi de la macroeconomia de l'anàlisi dominant fins aleshores (que ell anomena economia clàssica, incloent en aquesta definició les obres d'Alfred Marshall, John Stuart Mill, Francis Ysidro Edgeworth i Arthur Cecil Pigou), és que considera que tot el que diuen els seus predecessors és vàlid només en un cas particular, en un equilibri que en la realitat no sempre es dona. La seva teoria, en canvi, és general.

## Temes i idees

### La discontinuïtat amb la teoria preexistent: el mercat de treball
Al segon capítol, que forma part de la introducció de l'obra, Keynes aïlla els punts que considera fonamentals de la teoria econòmica ortodoxa de l'època i posa de manifest els aspectes en què és més crític. Keynes pensa que, pel que fa a la teoria de l'ocupació, la teoria clàssica es basa en dos postulats fonamentals:
- «El salari és igual al producte marginal del treball».
- «La utilitat del salari, per un determinat nombre de treballadors ocupats, és igual a la inutilitat marginal d'aquest nombre de treballadors ocupats».

El primer postulat, que Keynes accepta, es basa en la hipòtesi que el sou d'un treballador és igual al producte de més que s'obté gràcies a la feina de l'últim assalariat empleat o, per ser més precisos, al valor del producte que s'hauria perdut eliminant una unitat d'ocupació. El segon, en el qual l'economista de Cambridge centra la seva crítica, vol dir que els treballadors accepten un salari real que, segons ells, és suficient per mobilitzar la quantitat d'ocupació oferta. Com a conseqüència d'aquests dos postulats, segons els economistes clàssics (en el sentit keynesià de l'expressió) no hi pot haver desocupació involuntària, sinó només voluntària i deguda a l'atur friccional.
La desocupació friccional és, per dir-ho així, fisiològica en una societat dinàmica: afecta tots aquells casos de treballadors que estan a l'atur temporalment com a conseqüència d'un canvi de feina, o s'esdevé per culpa dels errors de càlcul de les empreses, o per altres raons de tipus organitzatiu. La desocupació voluntària és fruit de la voluntat, per part dels treballadors, de no acceptar el salari que equival al producte marginal que afegiran a la producció. Segons els neoclàssics, les empreses fan créixer la producció fins que la productivitat marginal és igual als salaris reals i, en conseqüència, l'únic límit a l'ocupació és el nivell dels salaris reals, ja que les empreses tendeixen sempre a augmentar la producció per obtenir més ingressos.
Keynes planteja dues objeccions a aquesta manera de pensar, partint de la hipòtesi (que considera àmpliament verificable a partir de la realitat dels fets) que hi ha treballadors que estarien disposats a acceptar els salaris habituals però que tot i així continuen estant desocupats. En primer lloc, diu Keynes, «els treballadors no es fixen en el salari real (tret de casos excepcionals, com, per exemple, quan hi ha hiperinflació, sinó en el monetari». Els treballadors no sortiran del mercat de treball perquè, per exemple, els preus han augmentat (i, per tant, els salaris reals s'han reduït); com a màxim, ho faran quan es redueixin els salaris monetaris. A més, els treballadors (o, més ben dit, les organitzacions que signen els contractes col·lectius) no decideixen basant-se en els salaris reals, sobre els quals no poden influir, sinó en els monetaris. En conseqüència, el salari real no es pot considerar igual a la inutilitat del treball, perquè els treballadors no poden fer que els dos valors coincideixin.
Keynes no exclou, doncs, la possibilitat que hi hagi desocupació involuntària, que ell defineix en aquests termes:
| « | Hi ha desocupació involuntària si, en el cas d'un petit augment de preu dels béns salari respecte al salari monetari, tant l'oferta total de treball per part dels treballadors disposats a treballar pel salari monetari actual com la demanda total de treball per aquest salari són més elevades que el volum d'ocupació existent. | » |

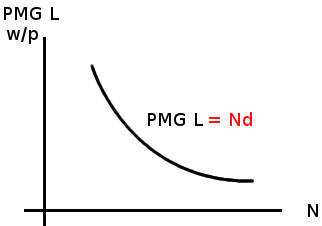
La corba de la productivitat marginal té una trajectòria descendent tant en la teoria neoclàssica com en la keynesiana. Keynes, però, a diferència dels seus predecessors neoclàssics, no la veu com a corba de la demanda de llocs de treball. Aquesta variable rep la influència, segons la seva visió, del nivell de la demanda agregada.

La causa de la desocupació, doncs, s'ha de buscar fora del mercat de treball. El mercat de treball, com ja s'ha indicat, és un mercat que té un comportament passiu, en el sentit que el seu eqilibri deriva de forces externes. La teoria general planteja la hipòtesi que la causa de la desocupació involuntària s'ha de buscar en l'escàs nivell de la demanda agregada. Com ja s'ha dit, Keynes no refusa el primer postulat, és a dir, la correlació entre la productivitat marginal del treball i els salaris reals, però inverteix l'ordre causal prevalent fins aleshores. No són els salaris reals els que influeixen en la productivitat marginal del treball, sinó que, al contrari, donada la corba de productivitat marginal del treball, la demanda agregada determina «el volum de l'ocupació, i aquest volum de l'ocupació correspon unívocament a un nivell donat de salaria reals; aquestes relacions, però, no són reversibles». La corba de la productivitat marginal és vista com a tal, no pas com una corba de la demanda de força de treball per part dels empresaris en relació amb els sous. A partir del nivell d'ocupació s'estableix el nivell de preus, i per tant, donats els salaris monetaris (decidits a través de la negociació col·lectiva), dels salaris reals.
En el cas que el nivell de la demanda i de la producció fos baix, és veritat que els salaris reals creixerien, però els treballadors no podrien decidir rebaixar-se els salaris reals i provocar un augment de l'ocupació. Sempre seguint Keynes, «una reducció de l'ocupació, encara que comporti necessàriament que els treballadors rebin un salari equivalent a una major quantitat de béns salari, no es deu necessàriament al fet que els treballadors demanin una major quantitat de béns salari».

### La crítica a la llei de Say
La crítica a l'altre pilar de la teoria neoclàssica, la llei de Say, és el tercer gran punt de discontinuïtat entre Keynes i els seus predecessors. Segons la llei de Say (que pren el nom de Jean-Baptiste Say, economista clàssic), «l'oferta crea la seva pròpia demanda»: la demanda s'ajusta a la producció, fins al punt que no és possible que allò que es produeix no es vengui, perquè la producció genera una renda per un import equivalent a allò que s'ha produït, i aquesta renda, al seu torn, sempre es gasta completament per adquirir béns. L'explicació neoclàssica d'aquesta llei consisteix a sostenir que hi ha un preu (que en aquest cas és el tipus d'interès) que sempre equilibra l'estalvi i la inversió, de tal manera que la demanda i l'oferta de béns s'igualen. Keynes no respon a la hipòtesi que la producció genera una renda per un import equivalent a allò que s'ha produït, sinó que es concentra en la hipòtesi subsegüent: el fet que tard o d'hora s'acabi gastant tota la renda és un pressupòsit equivocat, i l'explicació s'ha de buscar sobretot en les motivacions que determinen la tria de les inversions.

### La llei de la demanda efectiva
A la pars destruens, consistent en la refutació de la llei de Say, la segueix una pars construens, amb la qual l'autor mira d'explicar què és el que determina la renda d'equilibri. Keynes considera que el determinant principal de la renda d'equilibri és el nivell de la demanda efectiva.
Per Keynes, els empresaris ajusten la producció basant-se en els ingressos que esperen obtenir per un determinat nivell d'ocupació. L'objectiu dels empresaris és maximitzar els beneficis. El benefici de l'empresari, sumat al cost dels factors de la producció, constitueix l'ingrés total que genera un determinat nivell d'ocupació. Si {\displaystyle D} són els ingressos previstos per un determinat nivell d'ocupació {\displaystyle N}, i si {\displaystyle Z} és el preu total de l'oferta, i sempre amb el mateix nivell d'ocupació {\displaystyle N}, als empresars els convindrà produir fins que {\displaystyle D=Z}. Si {\displaystyle D>Z}, als empresaris els convindrà augmentar la producció, perquè podran obtenir més guanys, i d'aquesta manera augmentarà l'ocupació ({\displaystyle N}). Augmentant l'ocupació, augmentaran també els costos de producció ({\displaystyle Z}) i, en conseqüència, {\displaystyle D} i {\displaystyle Z} tendiran a igualar-se. El nivell de {\displaystyle D} pel qual aquest valor és igual a {\displaystyle Z} s'anomena demanda efectiva. La producció tendirà a acostar-se al nivell de la demanda efectiva, i l'ocupació s'ajustarà a aquest objectiu.
Com més grans siguin els ingressos que esperen obtenir els empresaris, més gran serà la producció, i més gran també l'ocupació necessària. {\displaystyle D}, és a dir els ingressos previstos, és la suma de dues quantitats: {\displaystyle D_{1}}, la despesa en consum prevista per l'empresari, i {\displaystyle D_{2}}, la despesa en nous béns capitals (o inversió), sempre segons les previsions de l'empresari. {\displaystyle D_{1}}, al seu torn, depèn de la propensió al consum, és a dir, del percentatge de renda que els seus perceptors decideixen destinar a l'adquisició de béns de consum. En la teoria keynesiana, quan l'ocupació {\displaystyle N} augmenta, augmenta la renda, i també augmenta la demanda de béns de consum ({\displaystyle D_{1}}); aquesta última augmenta menys que la renda, perquè els perceptors de la renda no consumiran tot allò que percebin. En conseqüència, i independentment de la propensió al consum, si {\displaystyle D_{2}} no augmenta
als empresaris ja no els convindrà mantenir el mateix nivell d'ocupació, perquè {\displaystyle D} serà més petita que {\displaystyle Z} i això els produirà pèrdues. Segons Keynes, un baix nivell de {\displaystyle D_{2}} pot portar a un equilibri estable en què hi hagi subocupació. El més greu, subratlla Keynes, és que com més rica sigui una societat menys gastarà en el mateix consum, i per aconseguir la plena ocupació caldrà que {\displaystyle D_{2}} sigui més elevada. I no només això: per regla general, les societats riques ja han acumulat una gran quantitat de capital, i les oportunitats d'inversió necessàries per fer créixer {\displaystyle D_{2}} són més escasses que en una societat pobra (la qual, d'altra banda, gasta una gran part de la pròpia renda en béns de consum, cosa que fa augmentar {\displaystyle D_{1}} i fa menys dramàtica la necessitat que hi hagi inversions en béns capitals).
Ben mirat, dir que la inversió no és suficient per compensar la diferència entre {\displaystyle D_{1}} i {\displaystyle D}, és a dir, entre la demanda de béns de consum i la renda, equival a dir que l'estalvi és més gran que la inversió, perquè la diferència entre el consum i la renda generada per una producció determinada és l'estalvi. En conseqüència, Keynes sosté que la col·lectivitat no pot estalviar menys del que inverteix, ja que això faria augmentar la renda i també l'estalvi, fins que l'estalvi i la inversió tornen a igualar-se. Passa el mateix quan l'estalvi és més elevat que la inversió: com que, com s'ha vist, si la inversió és més petita que l'estalvi (perquè la demanda serà més petita que l'oferta), i, doncs, disminuirà la renda. La disminució de la renda farà baixar també l'estalvi, fins que aquest s'igualarà amb la inversió. Sobre el paper de la inversió en el creixement de la renda s'hi aprofundeix al capítol X, dedicat al que se'n diu multiplicador de les inversions i de la producció.

### Els components de la demanda agregada: la propensió al consum
El tercer i el quart llibre de La teoria general es dediquen als components de la demanda agregada; estan dedicats, respectivament, al consum i a la inversió, és a dir, als motius que porten les persones a consumir (o no consumir) i a invertir.
La propensió al consum es defineix com la relació entre el consum i la renda. Indicant amb {\displaystyle C_{w}} el consum en unitats de salari, amb {\displaystyle Y_{w}} el nivell de renda, també en unitats de salari, i amb {\displaystyle \chi } la propensió al consum, es podrà escriure:
{\displaystyle C_{w}=\chi \left(Y_{w}\right)}
El valor de la propensió al consum és determinat per dos tipus de factors: els factors objectius i els subjectius. Els factors objectius que contribueixen a determinar el valor de la propensió al consum són diversos. El primer és la «variació de la unitat de salari», que farà que els consums es modifiquin en la mateixa direcció. El paper d'aquest tipus de variacions en la propensió al consum ja està inclòs en la fórmula anterior, en la qual els consums i la renda s'expressen en unitats de salari. Un altre factor que determina el valor de {\displaystyle \chi } és la «variació de la diferència entre renda i renda neta». Quan la relació entre renda i renda neta és estable, es pot conservar la renda; quan no és estable, només si això influeix en la renda neta. Encara parlant de la renda neta, Keynes dona molta importància a les «variacions accidentals dels valors capitals que no s'han computat en calcular la renda neta». El quart factor que pot influir en la propensió al consum és el tipus d'interès, però el paper real d'aquesta variable es considera molt incert. Si bé és cert que el tipus d'interès té poca importància per determinar la propensió al consum, això no val per al paper que té el tipus d'interès per determinar les sumes destinades efectivament al consum: el valor del tipus d'interès, de fet, influeix en el nivell de les inversions i, per tant, en el valor de la demanda efectiva i en la renda distribuïda. Canviant el valor de la renda, pot canviar el valor de la despesa en consums sense que es modifiqui la propensió al consum. També la política fiscal hi té un paper, sobretot des del moment que es fa servir per distribuir la renda d'una manera més equitativa. Sempre en l'àmbit de la política fiscal, se subratlla que la constitució de fons per amortitzar els deutes de l'Estat té un paper sobre el valor de la demanda efectiva, ja que és un autèntic estalvi forçat. L'últim factor objectiu el constitueixen les «variacions en les expectatives sobre la relació entre el nivell present i futur de la renda», però es tracta d'una manera molt superficial perquè es considera molt poc important i, a més, força incert. En definitiva, Keynes considera que la propensió al consum és una funció molt estable, i aquests factors objectius, si bé no s'han de negligir, no són gaire importants.
Passa el mateix amb els factors de tipus subjectiu que poden empènyer a consumir o, per contra, a estalviar. Pel que fa als individus, els factors que poden influir en la propensió al consum (i per tant en l'estalvi) són: la necessitat de crear una reserva per afrontar els imprevistos, la voluntat d'estalviar per a inversions futures (per exemple, l'educació dels fills), la idea d'aprofitar els tipus d'interès, o d'afrontar una despesa progressivament creixent. A més, pot ser que els individus vulguin estalviar per tenir un sentiment més gran d'independència econòmica, per tenir diners disponibles per a projectes especulatius o comercials, per poder deixar una herència o per avarícia pura i simple. L'administració pública i la societat també tenen motius per decidir estalviar, com ara la voluntat de constituir unes reserves prou grans per, posteriorment, poder invertir sense endeutar-se, la idea d'acumular una certa suma líquida per fer front a les emergències, l'estímul de millorar per disposar d'una renda creixent i la prudència financera. Els elements subjectius, de qualsevol manera, també es consideren estàtics i no influeixen en l'estabilitat de la relació entre consums i renda.

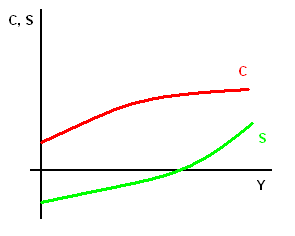
Les corbes del consum (vermella) i de l'estalvi (verda) en funció de la renda.

En descriure la forma que adopta la funció del consum segons la renda, es fa la hipòtesi que per norma el consum creix amb l'augment de la renda, però no tant com augmenta la renda. En termes matemàtics, «{\displaystyle \Delta C_{w}} té el mateix signe que {\displaystyle \Delta Y_{w}}, però és inferior, o sigui que el resultat de {\displaystyle dC_{w}/dY_{w}} és positiu i inferior a la unitat». En conseqüència, quan augmenta el nivell de la renda, el consum creix, però sempre creixerà menys. La funció del consum, doncs, és creixent però d'una manera decreixent. Una conseqüència directa d'això és que el nivell de l'estalvi, per contra, és una funció creixent de manera creixent. Això és compatible amb l'afirmació que, en augmentar la renda, si no augmenten les inversions, els consums no creixeran prou per mantenir un nivell d'ocupació determinat, Un baix nivell d'inversions ({\displaystyle I<S}) farà tendir a la baixa el nivell de l'ocupació i de la renda distribuïda, i el procés anirà avançant fins que l'estalvi baixarà fins a tal punt que el nivell de les inversions sigui suficient ({\displaystyle I=S}) per mantenir un determinat nivell d'ocupació.

### La propensió marginal al consum i el multiplicador keynesià
El 1931, l'economista anglès Richard Ferdinand Kahn va publicar un article en el qual introduïa la relació entre el nivell de l'ocupació i el de les inversions. En la Teoria general, partint d'aquest model, anomenat multiplicador de l'ocupació, John Maynard Keynes introdueix el concepte de multiplicador de la inversió. En la formulació de la teoria hi té un paper important el que se'n diu propensió marginal al consum, és a dir, l'augment del consum causat per un augment de la renda. En termes matemàtics, la propensió marginal al consum s'obté amb la fórmula {\displaystyle dC_{w}/dY_{w}}.
El valor del multiplicador de la inversió està relacionat estretament amb el de la propensió marginal al consum. La forma en què s'aplica el multiplicador és la següent:
{\displaystyle \Delta Y_{w}=k\Delta I_{w}\,}
Gràcies a aquesta fórmula es descriu l'efecte que l'augment de les inversions té sobre les variacions del rèdit, donada la propensió marginal al consum. {\displaystyle \Delta Y_{w}} és la variació de la renda mesurada en termes d'unitats de salari; {\displaystyle \Delta I_{w}} és la variació de les inversions mesurades en termes d'unitats de salari, i {\displaystyle k} és el multiplicador de la inversió. La propensió marginal al consum és igual a {\displaystyle 1-{\frac {1}{k}}} i, per tant, es pot concloure que el valor del multiplicador és igual a la inversa de la propensió marginal a l'estalvi. Com més alta sigui la propensió marginal al consum (i més baixa, doncs, la propensió marginal a l'estalvi), més important serà l'efecte de l'augment de les inversions sobre la renda. D'això se'n deriva que, en una col·lectivitat en la qual la propensió marginal al consum és igual al 90 per cent, és a dir {\displaystyle {\frac {9}{10}}}, el valor de {\displaystyle k} serà igual a 10.
El finançament de les inversions hauria de sortir del major estalvi derivat de l'augment de la renda. «El multiplicador ens indica fins a quin punt ha d'augmentar l'ocupació per fer augmentar la renda real en una mesura suficient per induir el públic a estalviar el suficient estalvi adjuntiu. […] Si l'estalvi és la píndola i el consum és la melmelada, la nova melmelada ha de ser proporcionada a les dimensions de la píndola adjuntiva».
L'efecte de les inversions pot ser anul·lat parcialment per alguns factors, sobretot quan les inversions són de naturalesa pública. En aquests casos, hi pot haver un augment del tipus d'interès i del cost dels béns capitals, cosa que podria portar a una inversió menor per part del sector privat. El mateix efecte podria ser causat per una disminució de la fe en el creixement de l'economia. D'altra banda, cal tenir en compte el fet que, en un sistema obert als intercanvis amb l'exterior, l'augment de la demanda beneficia en part els béns externs (encara que això comporta un augment de la renda exterior i, per tant, un augment de la demanda externa, que també afecta els béns nacionals). Finalment, allà on hi hagi augments consistens de la renda, cal tenir en compte també la petita propensió marginal al consum. Per descriure quantitativament aquests efectes d'anul·lació, Keynes fa servir una anàlisi de Kahn segons la qual si una economia estigués caracteritzada, com a sistema tancat, per un multiplicador igual a 5, això, en un sistema obert i amb les complicacions introduïdes, suposaria baixar a una xifra entre 2 i 3. Això no vol dir, però, que el paper del multiplicador s'hagi d'oblidar.
Els efectes del multiplicador es poden sintetitzar dient que un augment de la inversió fa augmentar l'ocupació en els sectors que produeixen béns capitals. L'augment de l'ocupació, però, no es limita a aquests sectors, sinó que, gràcies a l'augment del consum dels factors que participen en la producció dels béns capitals, s'estén també a les empreses que produeixen béns de consum. Aquest procés avança en onades cada vegada menys importants, a causa de la forma decreixent de la propensió marginal al consum. Aquests efectes es poden considerar instantanis allà on els augments de la inversió estiguin completament previstos per les empreses que produeixen béns de consum, i poden ser diferits en el temps en cas contrari. Keynes considera que això no influeix en la validesa de la teoria.
Per tancar el capítol dedicat al multiplicador, Keynes fa servir una metàfora, la d'«obrir forats», contra els principis del laissez faire. Fer inversions considerades parcialment improductives pot ser més útil que fer-ne de totalment improductives, i més acceptable políticament (per exemple, els subsidis de desocupació). La provocació de Keynes és afirmar que si l'autoritat pública enterrés ampolles i deixés al sector privat la tasca de desenterrar-les, pel principi del multiplicador, la renda real i l'ocupació augmentarien. També la despesa en armament i les guerres, els terratrèmols i altres catàstrofes que demanen una reconstrucció són considerats un remei gairebé miraculós, des del punt de vista macroeconòmic, en una societat massa prudent en l'àmbit financer. «Efectivament, seria més sensat construir cases o béns similars, però si per fer això es troben dificultats polítiques i pràctiques, quanto sopra seria millor que res, afirma Keynes.

### El paper de les expectatives a curt termini en les decisions de producció
Al capítol 5 s'introdueix el tema de les expectatives dels empresaris i del paper que tenen en la producció i en l'ocupació. La necessitat que els creadors de treball es formin expectatives deriva del fet que entre el moment de la producció i el moment de la venda ha de transcórrer un temps, durant el qual l'empresari «no té altra opció que deixar-se guiar per aquestes expectatives».
Keynes assenyala dos tipus d'expectatives:
- les expectatives a curt termini, és a dir, les que afecten els ingressos previstos per la venda dels productes acabats i rellevants en el moment en què l'empresari dona vida al procés de producció;
- les expectatives a llarg termini, que afecten els ingressos futurs previstos per l'adquisició de béns capitals que s'afegiran a les instal·lacions.

Les primeres expectatives seran útils per a l'empresari en el moment de decidir l'entitat de la producció diària. L'ingrés efectivament obtingut també tindrà un paper en les decisions del productor, però només en la mesura que modifiqui les expectatives. A més, les expectatives passades tindran influència en la producció corrent perquè s'hauran incorporat a les instal·lacions ja existents. En general, doncs, les expectatives modificaran gradualment l'ocupació (amb la possibilitat, que Keynes considera molt probable, que la reacció inicial sigui excessiva).
Les expectatives a curt termini, conclou La teoria general, no són indispensables per mirar d'explicar el nivell de la producció, ja que estan subjectes a una revisió contínua i això fa que tinguin una influència molt erràtica en l'anomenada ocupació per un període llarg. A cada nivell d'expectatives li correspon una ocupació per un període llarg: el nivell d'ocupació que hi hauria si les expectatives continuessin sent vàlides durant un període prou llarg per permetre'ls influir d'una manera completa.

### Les expectatives a llarg termini i l'eficiència marginal del capital
Una de les variables que influeixen en les tries de les inversions per part dels operatori és el que s'anomena eficiència marginal del capital. Keynes la defineix com la relació entre «el rèdit prospectiu d'una inversió» i el «preu d'oferta» d'un capital, o com la relació entre el rèdit prospectiu derivat d'una unitat adjuntiva de capital i el cost a què es produeix aquesta unitat. El rèdit prospectiu és constituït per la suma dels ingressos futurs que l'emprenedor espera obtenir d'una determinada inversió. El preu d'oferta del capital no és el preu de mercat del capital, sinó «el preu mínim suficient per induir un productor a produir una nova unitat adjuntiva d'aquest capital». L'eficiència marginal del capital es pot definir com la taxa de descompte particular que és igual al valor actual del rèdit prospectiu tenint en compte el preu de l'oferta. Això vol dir que si l'eficiència marginal del capital ({\displaystyle e}) és més elevada que la taxa d'interès, serà convenient fer la inversió. La inversió pararà d'augmentar quan {\displaystyle e} serà igual que {\displaystyle r}. En augmentar la inversió, l'eficiència marginal del capital es redueix, perquè disminueix el rèdit prospectiu i augmenta el preu d'oferta dels béns capitals. Keynes posa l'accent de manera molt especial en el fet que l'eficiència marginal del capital està lligada a les expectatives sobre el valor del rèdit prospectiu, i afirma que aquestes expectatives són molt importants en la determinació del valor de la inversió: la inversió augmentarà avui si les expectatives apunten que en el futur els costos de producció seran més elevats. El fet que en el futur els costos de producció siguin més alts vol dir que la producció del futur tindrà uns costos més alts i serà menys competitiva respecte als béns produïts avui. Si les expectatives indiquen que els costos de producció baixaran, ens trobarem amb el cas contrari.
El valor de la moneda (o el nivell dels preus) és molt important per a l'anàlisi en qüestió. Les previsions d'un futur augment dels preus fan augmentar el rèdit prospectiu esperat, i d'aquesta manera influeixen en l'eficiència marginal del capital. També els tipus d'interès esperats hi tenen el seu paper, si bé Keynes el considera poc important: les seves variacions, en el futur, influiran en la conveniència de donar vida a una nova producció i a noves inversions, i les expectatives e naquest respecte influeixen en el nivell actual de la producció i de la inversió.
Un altre factor que influeix en l'eficiència marginal del capital és el risc. A l'hora de prendre la decisió d'invertir i d'assumir un risc, generalment hi ha dos tipus d'operadors: l'empresari i el seu creditor. Quan l'empresari utilitza fons que ja estan a la seva disposició, només s'ha de tenir en compte el risc que corre de no veure realitzades les pròpies previsions, però quan utilitza fons prestats, el risc es dobla/augmenta. Això és important sobretot en les fases de boom econòmic, en les quals els operadors es tornen molt poc contraris al risc.

### Factors que influeixen en les expectatives a llarg termini
Les expectatives a llarg termini són aquelles que influeixen en els incentius per invertir. Són aquestes expectatives, de fet, les que quan canvien modifiquen el rèdit prospectiu i, en conseqüència, l'eficiència marginal del capital. Les expectatives d'aquesta categoria s'associen a un grau creixent d'incertesa a mesura que s'avança en el temps, i això porta els operadors a concentrar-se majoritàriament en consideracions sobre fets més propers en el temps, i concretament sobre fets observables. Això fa que es tendeixi a projectar les condicions actuals als períodes successius. Aquest és un altre factor que influeix en l'eficiència marginal del capital a través de la influència en les expectatives: l'estat de confiança en les pròpies previsions.
L'estabilitat de les expectatives, segons Keynes, va anar disminuint i, per tant, l'estat de confiança va anar empitjorant, amb la introducció de les borses i amb la separació entre propietat i gestió de les empreses. La possibilitat di rastrellare i risparmi al mercat de valors certament va afavorir les noves inversions, però alhora també en va reduir l'estabilitat, a causa del component especulatiu predominant en els intercanvis d'aquesta mena. L'exemple de Keynes és el següent: podria semblar raonable fer una inversió de 25 esperant obtenir un rèdit prospectiu de 30, però en les inversions negociables al mercat de valors això no sempre és cert, perquè el mercat podria valorar aquesta inversió en 20 sense que haguessin canviat efectivament les condicions reals (gustos dels consumidors, nivell de la demanda agregada, estat de la tecnologia) que fonamentava les previsions d'un rèdit prospectiu igual a 30.
El mateix que ha convertit les borses en un instrument indispensable per garantir un cert flux de noves inversions és també el que les ha fetes tan inestables. A curt termini l'inversor pot estar tranquil: té la possibilitat de modificar les inversions que ha triat amb tanta rapidesa com líquids són els títols (és a dir, amb la mateixa rapidesa amb què es poden bescanviar en moneda), com a manera de sentir-se segur. Alhora, en un cert sentit es pot dir que fa un servei a la col·lectivitat, garantint-li una quantitat més o menys fixa, en línies generals, de noves inversions. Al mateix temps, però, la facilitat amb què pot modificar les seves tries d'inversió es tradueix en la possibilitat que els capitals invertits desapareguin, perjudicant també els inversors a llarg termini i l'activitat productiva.

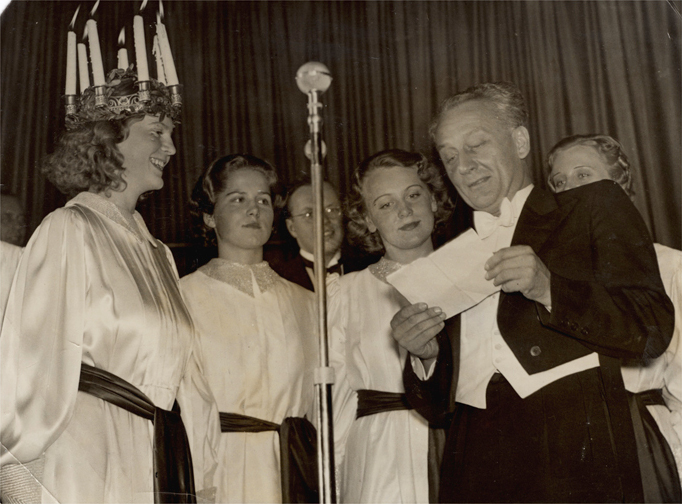
Un concurs de bellesa del 1937: per Keynes, una metàfora eficaç del funcionament del mercat d'accions.

La separació entre propietat i gestió ha influït en l'estabilitat de la valoració dels títols i, per tant, del valor de les inversions, perquè aquells que decideixen com invertir saben poc o res de les condicions reals de l'empresa. De la mateixa manera, els mercats tendeixen a reaccionar excessivament a les notícies sobre els beneficis de les inversions, i són subjectes a crisis de pànic irracionals o a fases d'eufòria igualment irracionals causades pel que es coneix com a animal spirits, és a dir, els instints dels operadors. També té el seu paper en l'estabilitat de les accions la confiança dels creditors, és a dir, dels prestadors dels fons amb els quals es fan les inversions. La principal causa de la inestabilitat de les cotitzacions al mercat, però, és el comportament dels especuladors. Aquests subjectes no tenen cap interès en el rendiment prospectiu de les inversions ni en els dividends, sinó que només estan interessats a guanyar capital en efectiu, és a dir, en les variacions dels valors dels títols. Perseguint aquest objectiu, la seva principal preocupació és saber en quant valorarà el mercat una inversió determinada, no pas quant val efectivament aquesta inversió. A més, com que tots els especuladors actuen així, hauran d'intentar saber l'opinió dels altres especuladors sobre les valoracions que farà el mercat. Keynes, basant-se en l'afortunada experiència dels inversors, utilitza una metàfora molt cèlebre: la del concurs de bellesa. En aquesta metàfora, un diari ofereix un premi a la persona que endevini la noia que guanyarà un concurs de bellesa en el qual voten les mateixes persones que participen en el joc per guanyar el premi, «de manera que cada concursant ha d'escollir, no pas les cares que consideri més agraciades, sinó les que creu que és més probable que atreguin els gustos dels altres concursants», sabent al mateix temps que els altres participants faran el mateix que ell. En aquest exemple, «la nostra intel·ligència intenta endevinar com l'opinió mitjana s'imagina que es crea la mateixa opinió mitjana». Keynes admet que la influència dels especuladors no sempre serà superior a la dels inversors més conservadors, però fa notar que l'«ofici» necessari en un cas i en l'altre és molt diferent pel que fa a la intel·ligència necessària per afrontar-lo i a les dificultats que comporta. L'inversor conservador, a diferència de l'especulador, necessita més fons (i per obtenir-los en préstec desperta menys confiança), i té menys informació a la seva disposició.
Un dels instruments que se suggereixen per superar la inestabilitat apuntada és la inversió pública, que hauria de tenir com a objectiu no pas guanyar diners gràcies al rèdit prospectiu o a les oscil·lacions del mercat de valors, sinó obtenir un retorn en termes socials. El rèdit prospectiu d'aquestes inversions pot ser inferior a les taxes d'interès, tot i que aquestes tenen la seva importància, perquè com més baixes siguin les taxes d'interès més importants seran les inversions que podrà fer l'Estat. Això no obstant, l'efecte de les reduccions de les taxes d'interès per mitjà d'una política monetària expansiva tindrà poca importància en l'estímul de les inversions.

### Moneda, interessos i liquiditat

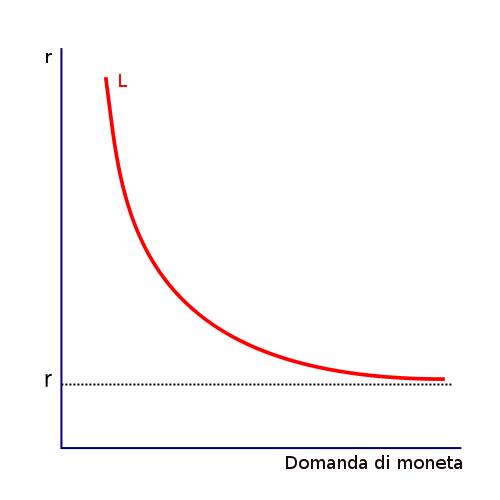
La corba de la preferència per la liquiditat. Quan els tipus d'interès tendeixen a un nivell més baix, la corba tendeix a diventare assoluta.

Els economistes de l'escola neoclàssica defensaven que la taxa d'interès era el preu que equilibrava la demanda d'estalvi, és a dir la inversió, i l'estalvi mateix. Així, la corba de la inversió seria decreixent respecte a la taxa d'interès, ja que en disminuir aquesta variable augmentava la conveniència d'invertir. Per contra, l'estalvi augmentava d'una manera directament proporcional al tipus d'interès. En conseqüència, la tria entre consumir i no consumir era dictada pel nivell de la taxa d'interès. Un augment de l'estalvi personal era vist com un comportament virtuós i benèfic per a la comunitat: de fet, augmentant l'estalvi la taxa d'interès baixaria, ja que els operadors es trobarien uns estalvis inutilizats i decidirien prestar-los a una taxa més baixa, cosa que afavoreix la inversió. Keynes capgira aquest raonament, observant en primer lloc que no es podia considerar l'acte d'estalviar exactament igual que l'acte d'augmentar la inversió i l'ocupació. L'augment de la propensió a l'estalvi suposa un nivell menor del multiplicador i de la demanda, cosa que activa un mecanisme que fa baixar la producció, l'ocupació i el rèdit. La taxa d'interès no equilibra l'estalvi i la inversió (la quantitat que s'ajusta és el rèdit), sinó la demanda i l'oferta de moneda.
En La teoria general se sosté que el nivell de l'estalvi és determinat pel nivell del rèdit, atesa la propensió al consum (i, de manera residual, la propensió a l'estalvi). La taxa d'interès entra en joc més endavant, en el moment en què el perceptor del rèdit ha de decidir com utilitza el seu estalvi. Té dues opcions: la primera es conserva la moneda en forma líquida, i la segona és adquirir títols de crèdit. La tria es farà tenint en compte el nivell de la taxa d'interès. Per Keynes és possible construir una corba de la demanda de moneda decreixent respecte a la taxa d'interès. Atès que la taxa d'interès mai no és negativa, sembla impossible que ningú vulgui tenir moneda en forma líquida, perquè ja podria guanyar comprant títols de crèdit, però no n'hi ha cap seguretat a causa de la incertesa sobre els valors futurs de la taxa d'interès. Les principals motivacions que porten a tenir moneda són quatre: la mobilitat del rèdit, que es pot convertir en moneda en funció de les transaccions que es vulguin fer; la mobilitat comercial, que porta a obtenir moneda per afrontar el període que transcorre entre el pagament dels costos de producció i el moment en què es perceben els ingressos (juntament amb la mobilitat del rèdit, constitueix la mobilitat per les transaccions); la mobilitat per precaució, que neix de la voluntat de buscar una certa seguretat davant els eventuals riscos, i la mobilitat especulativa. Aquesta darrera mobilitat és la que té més importància en la teoria keynesiana i la que té més relleu en la determinació de la taxa d'interès d'equilibri. Un augment de la taxa d'interès mourà els operadors a tenir menys moneda per dos motius: el primer és que el cost d'oportunitat de tenir moneda augmenta tenint en compte la taxa d'interès que es podria guanyar donant la moneda en préstec, i el segon és que, quan la taxa d'interès augmenta, la major part dels operadors pensen que acabarà baixant i els especuladors saben que els seus títols augmentaran de valor, cosa que els permetrà obtenir guanys en el seu compte de capital. En aquest sentit, la moneda té demanda no en la mesura que és una font de poder adquisitiu, sinó com a fons de valors.

### Edicions deLa teoria generalen llengua original i en català
- Keynes, John Maynard. The General Theory of Employment, Interest and Money.  Macmillan, Londres, 1936.
- Keynes, John Maynard. La teoria general de l'ocupació, l'interès i el diner. Traducció de Josep M. Masferrer, edició a cura de Lluís Argemí i Àngels Martínez, cronologia i bibliografia de Francesc Roca, pròleg de Luis Ángel Rojo.  Edicions 62 («Clàssics del pensament modern», 35), 1987, 358 p.

### Publicacions
- Robinson, Joan «The Second Crisis of Economic Theory». American Economic Review, 62.

### Assaigs
- Hansen, Alvin. McGraw-Hill. A Guide to Keynes (en inglese), 1953. ISBN 00-7026-046-X.. Traducció italiana: Hansen, Alvin. Giannini. Guida allo studio di Keynes, 1977. ISBN 88-7431-083-8.
- Keynes, John Maynard. Silvia Boba. Esortazioni e profezie.  Milano: Il saggiatore, 1994. ISBN 88-428-0203-4.
- Stiglitz, Joseph E. I ruggenti anni Novanta. ISBN 88-06-17651-X.

### Història de l'economia i del pensament econòmic
- Assante, Franca; Maurizio Colonna; Giuseppe Di Taranto;Giuseppe Lo Giudice. Monduzzi. Storia dell'economia mondiale (secc. XVIII-XX), 1995. ISBN 88-32-35720-8.
- Galbraith, John Kenneth. RCS Rizzoli. Storia dell'economia, 2006. ISBN 88-17-11514-2.
- Ruffolo, Giorgio. Einaudi. Cuori e denari. Dodici grandi economisti raccontati a un profano, 2005. ISBN 88-06-17458-4.
- Moggridge, Donald E. Fontana/Collins. Keynes, 1976. ISBN 00-063-4193-4.
- Skidelsky, Robert. Il Mulino. Keynes, 1998. ISBN 88-15-06312-9.
- Stewart, Michael. Penguing Books Ltd. Keynes and After (en inglese), 1991. ISBN 01-401-3651-7.

### Teoria econòmica, manualística
- Arcelli, Mario. Cedam. L'economia monetaria e la politica monetaria dell'Unione Europea, 2002. ISBN 88-13-23938-6.
- Jossa, Bruno. Cedam. Macroeconomia, 2000. ISBN 88-13-22280-7.
- Musella, Marco. Disoccupazione, guerra e globalizzazione. ISBN 88-34-83424-0.